# Альберто Кова
Альберто Кова  (італ. Alberto Cova, 1 грудня 1958) — італійський легкоатлет, олімпійський чемпіон.

## Виступи на Олімпіадах
| Олімпіада         | Дисципліна           | Місце      |
| ----------------- | -------------------- | ---------- |
| Лос-Анджелес 1984 | біг на 10 000 метрів | 1          |
| Сеул 1988         | біг на 10 000 метрів | 10 h2 r1/2 |